# Valentin Adamberger
Johann Valentin Adamberger est un ténor allemand né le 6 juillet 1743 à Rohr in Niederbayern et mort le 24 août 1804 à Vienne. 

## Biographie
Élève de Giovanni Valesi, il fait ses débuts en 1762 à Venise. Le succès ne vient qu'en 1780 à Vienne. 
Mozart compose pour lui le rôle de Belmonte dans L'Enlèvement au sérail créé le 16 juillet 1782. En 1783, Mozart compose pour lui deux airs Per pietà, non ricercate, K. 420 et Misero, o sogno, K. 431
Le 13 mars 1785, Adamberger chante lors de la création de l'oratorio de Mozart Davidde penitente, K 469. Il tient la partie de ténor dans la cantate maçonnique Der Maurerfreude, K. 471. 
Le 3 février 1786, il tient le rôle du ténor Vogelsang dans Der Schauspieldirektor de Mozart.